# Воронов, Николай Михайлович
Воронов, Николай Михайлович (5 [17] июля 1859 — ?) — российский военачальник, генерал от инфантерии, участник Русско-японской, Первой мировой и Гражданской войн.

## Биография
Общее образование получил в Нижегородском кадетском корпусе (1875).
В службу вступил 11 августа 1875 года юнкером рядового звания в 1-е военное Павловское училище. По окончании училища с отличием по 1-му разряду 10 июня 1877 года выпущен прапорщиком в 22-ю артиллерийскую бригаду.
В 1878 году произведён в подпоручики, в 1879 году в поручики, в 1885 году в штабс-капитаны. В 1887 году после окончания Николаевской военной академии по 1-му разряду был произведён в капитаны Генерального штаба.
С 1887 года старший адъютант штаба 2-й гренадёрской дивизии. С 10 октября 1888 по 19 октября 1889 года отбывал цензовое командование ротой в 7-м гренадерском Самогитском полку. В 1892 году произведён в подполковники, с назначением штаб-офицером для особых поручений при командующем Казанским военным округом.
24 марта 1896 года произведён в полковники. С 1 мая по 1 сентября 1896 года отбывал цензовое командование батальоном в 4-м гренадерском Несвижском полку. С 1898 года штаб-офицер управления 52-й пехотной резервной бригады. С 1903 года командир 59-го пехотного Люблинского полка.

### Русско-японская война
Участник Русско-японской войны. 18 июня 1904 года произведён в генерал-майоры, с назначением состоять при наместнике ЕИВ на Дальнем Востоке адмирале Е. И. Алексееве. В 1905 году назначен комендантом Главной квартиры полевого штаба наместника ЕИВ на Дальнем Востоке и генералом для поручений управления начальника санитарной части при главнокомандующем сухопутными и морскими вооружёнными силами генерале А. Н. Куропаткине. 18 июля 1905 года назначен командиром 1-й бригады 14-й пехотной дивизии.
За отвагу был награждён мечами к имеющемуся ордену Святого Владимира 3-й степени и орденом Святого Станислава 1-й степени с мечами.
20 декабря 1908 года назначен командиром 56-й пехотной резервной бригады. С 30 марта 1909 года командир 52-й пехотной резервной бригады, а с 21 июля 1910 года 1-й Туркестанской резервной бригады.
30 мая 1912 года произведён в генерал-лейтенанты, а 12 июня того же года назначен командиром 6-й Сибирской стрелковой дивизии.
Руководил подавлением Туркестанского восстания сапёров 1912 года.

### Первая мировая война
Войну встретил в должности начальника 51-й пехотной дивизии, на которую был назначен 31 декабря 1913 года. 26 ноября 1914 года был награждён орденом Святого Георгия 4-й степени:
за то, что, командуя во время боёв с 11-го по 21-е октября 1914 года своей дивизией и приданным ей частями, мужественным и хладнокровным управлением ею в бою, находясь лично в опасности, отбил все яростные атаки немцев, нанеся им громадные потери; находясь всё время лично под артиллерийским огнём, придавал одним своим присутствием героическую стойкость своим войскам, среди которых были почти уничтоженные роты, не оставлявшие разрушенных тяжёлой артиллерией её окопов;  невзирая на слабость своих частей, уже сильно потерпевших, и на личную опасность, он отбросил германцев, прорвавшихся у Туровки и Хмелювки
.
22 декабря 1914 года назначен командиром 5-го Сибирского армейского корпуса. В 1915 году за храбрость был награждён мечами к имеющемуся ордену Святой Анны 1-й степени и орденом Белого орла с мечами. В 1916 году Высочайшим приказом был награждён орденом Святого Александра Невского с мечами и чином генерала от инфантерии «За отличие в делах против неприятеля».
С 12 апреля 1917 года состоял в резерве чинов Киевского и Петроградского военных округов.
После октября 1917 года в отставке.

### Гражданская война
В 1918 году добровольно вступил в РККА, являлся членом Высшей аттестационной комиссии.
В 1919 году перешёл к белым, 5 мая был назначен начальником 2-й железнодорожной бригады. Участник Великого Сибирского ледяного похода. С 8 сентября 1920 года являлся начальником военных сообщений Вооружённых сил Российской Восточной окраины.
С 7 июля 1921 года генерал для поручений при командующем войсками Временного Приамурского правительства, председатель комиссии для ревизии инженерного ведомства. 6 июля 1922 года состоял в распоряжении командующего войсками Временного Приамурского правительства.

## Награды
- Орден Святого Станислава 3-й степени (1880 год);
- Орден Святой Анны 3-й степени (1885 год);
- Орден Святого Станислава 2-й степени (1890 год);
- Орден Святой Анны 2-й степени (1894 год);
- Орден Святого Владимира 4-й степени (1896 год).
- Орден Святого Владимира 3-й степени (1901 год, мечи к сему ордену в 1905 году);
- Орден Святого Станислава 1-й степени с мечами (1906 год);
- Орден Святой Анны 1-й степени (1910 год, мечи к сему ордену в 1915 году);
- Орден Святого Георгия 4-й степени (1914 год);
- Орден Святого Владимира 2-й степени с мечами (1915 год);
- Орден Белого орла с мечами (1915 год);
- Орден Святого Александра Невского с мечами (1916 год).

Награды Белого движения:
- Знак отличия Военного ордена «За Великий Сибирский поход» 1-й степени № 24 (31.7.1920 год).

Иностранные награды:
- Бухарский орден Золотой Звезды 3-й степени (1900 год).

Медали:
- « В память царствования императора Александра III» (1896 год);
- « В память священного коронования Их Императорских Величеств 14 мая 1896 года» (1896 год);
- «За труды по первой всеобщей переписи населения 1897 года» (1897 год);
- «В память Русско-японской войны 1904—1905 гг.» (1906 год);
- «В память 300-летия царствования Дома Романовых» (1913 год)